# Maupin (écrivain agronome)
Pour l’article homonyme, voir Maupin.
Maupin, écrivain et agronome français du XVIIIe siècle, avait été valet de chambre de la reine. On ignore l'époque de sa mort.
Il a attaché son nom à un grand nombre d'ouvrages sur l'agriculture :
1. Nouvelle méthode de cultiver la vigne, 1763, in-12 ;
2. Lettre à un amateur de l'agriculture, 1764, in-12 ;
3. la Réduction économique, ou lAmélioration des terres, in-12 ;
4. Essai sur l'art défaire le vin rouge, le vin blanc et le cidre, 1767, in-12 ;
5. l'Art de multiplier le vin par l'eau sans nuire à sa qualité, in-12 ;
6. Expériences sur la bonification de tous les vins, 1770, in-12 ; 2e édition, revue et corrigée, 1771, in-12. Cet ouvrage a été contrefait sous ce titre : L'Art défaire le vin, ou Expériences sur la bonification, etc., Lausanne, 1772, in-12 ; Neuchâtel, 1785, in-8° ;
7. Nouvelle manière de faire le vin pour toutes les années, et de le rendre meilleur que par toute autre mèthode, in-8° ;
8. L'art défaire le vin rouge, t. 1er., in-8° ;
9. Cours complet de chimie économico-pratique sur la manipulation et la fermentation des vins, 1779, in-8° ;
10. L'Art de la vigne, 1779, in-8° de 100 pages, auquel on ajoute comme y faisant suite : 
  1. Leçon sur la grappe, in-8° ;
  2. Problème sur le temps juste du décuvage, 1780, in-8° de 6 pages ;
  3. Procédé facile et complet,., pour faire et améliorer les vins, 1780, in-8° de 30 pages.
11. La Richesse des vignobles, 1781, in-12.
12. Les principales bévues des vignerons aux environs de Paris et partout, in-8° ;
13. Théorie, ou Leçons sur le temps le plus propre de couper la vendange, 1782, in-8° ;
14. Avis et leçons à tous les laboureurs, cultivateurs, etc., 1781, in-8° ;
15. Nouvelle méthode non encore publiée pour planter et cultiver la vigne, 1781, in-8° ;
16. Théorie et nouveaux procédés pour la fermentation, des vins blancs et des cidres, 1783, in-8° ;
17. Eclaircissements concernant plusieurs points de la théorie et de la manipulation des vins ; Lettre aux auteurs du Journal de Paris, in-8° ;
18. Moyen certain et fondé sur l'expérience générale pour assurer la durée des vins, in-12. Il y a une édition de 1781, in-8° de 24 pages.
19. Mes expériences à Sèvres, près Paris, et en dernier lieu à Belleville, banlieue de Paris, pour prouver que l'on peut faire des vins d'une très bonne qualité dans les environs de Paris, 1784, in-8° ;
20. Suite et grand succès de mon expérience à Belleville, 1785, in-8° ;
21. Supplément nécessaire à la science des académies, ou des physiciens et chimistes de tous les pays, in-8° ;
22. Mon Apologie, ou Essai sur les obligations des talents envers la société, 1784, in-8° ;
23. Lettre sur le blé et les fourrages, Paris, 1785, in-8°
24. Avis particulier sur la vigne, les vins et les terres, 1786, in-8° ;
25. Projets d'expériences publiques, in-8° ;
26. Réponse à M. le C. D., in-8° ;
27. Les vins rouges, les vins blancs et les cidres, 1787, in-8° ;
28. La plus importante affaire des villes et des campagnes, ou Avis à la nation sur l'expérience déjà commencée dans les plus mauvais des mauvais sables de la plaine du pont de Sèvres, etc., 1789, in-8° ;
29. Etrennes, ou Nouvelles conquêtes de Bacchus, 1788, in-8° ;
30. Almanach, ou Manuel des vignerons de tous les pays, 1789, in-8° ;
31. Art de convertir en vins fins, et d'une beaucoup plus grande valeur, par des procédés particuliers et inconnus, les vins les plus communs, les plus mats, les plus épais et les plus grossiers, 1791, in-8° ;
32. La seule richesse du peuple, en forme de lettre, à MM. les journalistes de la capitale, ou Moyen certain, universel et invinciblement démontré, de prévenir la disette dans tous les pays, et de soulager l'agriculture et le peuple, de deux cent trente millions par année en France seulement, en attendant plus, 1788. La Bibliographie agronomique est le seul livre où nous ayons trouvé cet ouvrage mentionné ; mais elle n'en donne que le titre. Maupin promettait, en 1781 dans ses Avis et Leçons), de publier cet écrit, mais pas avant le mois de décembre p. 61) ; cependant, dit-il (p. 6) :

« comme cet ouvrage est si nécessaire qu'on ne peut reculer d'une seule année l'établissement des moyens qu'on y donnera sans faire perdre à l'agriculture et à la France seule plus de cent millions »

 il s'est cru obligé d'en publier au moins les principes fondamentaux, dans ses Avis et Leçons.
On a publié en l'an VII une Méthode de Maupin sur la manière de cultiver la vigne et l'art de faire le vin, nouvelle édition revue et augmentée de deux Mémoires de Buchoz, in-8°de 304 pages avec 2 planches ce qui ferait croire qu'alors Maupin n'existait déjà plus.

## Source
« Maupin (écrivain agronome) », dans Louis-Gabriel Michaud, Biographie universelle ancienne et moderne : histoire par ordre alphabétique de la vie publique et privée de tous les hommes avec la collaboration de plus de 300 savants et littérateurs français ou étrangers, 2e édition, 1843-1865 [détail de l’édition]